# 高氯酸镁
過氯酸鎂是一种强氧化剂，化学式为Mg(ClO4)2。它可以由氧化镁溶于30%過氯酸制得：
MgO + 2HClO4 → Mg(ClO4)2 + H2O
反应过程需不断搅拌，分多次缓慢加入氧化镁粉末，缓慢滴加過氯酸溶液，溶液呈弱酸性后停止滴加。然后用冷却热饱和溶液的方法结晶，液体表面刚出现结晶薄膜时停止加热，然后过滤可得六水合過氯酸鎂，再真空加热制得无水過氯酸鎂。
或者使饱和過氯酸钠溶液与氯化镁发生复分解反应，过滤除去氯化钠，再用上述方法结晶：
MgCl2 + 2NaClO4 → Mg(ClO4)2 + 2NaCl
過氯酸鎂加热到250 °C即分解并放出氧气，与还原剂、有机化合物、易燃物混合易爆炸。它的标准莫耳生成熱为-568.90 kJ mol-1。
无水過氯酸鎂是白色多孔的物质。它的溶解热相当高，因此過氯酸鎂在溶液中反应时需用大量水稀释。它是实验室常用的干燥剂，被用于干燥气体样品，它的吸水效率（指足量干燥剂与水蒸气完全反应后气体中的水蒸气浓度）仅次于五氧化二磷，比浓硫酸、氢氧化钾、无水氯化钙等干燥剂高得多。它吸水量也很大，最多可达自身质量的60%。
過氯酸鎂遇到水蒸气即结合成六水合過氯酸鎂：
Mg(ClO4)2 + 6H2O → Mg(ClO4)2·6H2O
无水過氯酸鎂能吸收甲醇、乙醇、丙酮、吡啶、乙腈氨和硝基甲烷的蒸汽，可用來分析有機化合物的成分(會吸收水分)，但用它乾燥有機物蒸汽曾發生爆炸，因此必须谨慎使用。科学家也建议不再使用它，因为過氯酸盐对人体有害，吸过水的過氯酸鎂在250 °C时真空加热，失去6分子结晶水，又得到无水過氯酸鎂。